# The Psychedelic Furs
The Psychedelic Furs är en brittisk new wave och postpunk-grupp bildad i London 1977.
The Psychedelic Furs ursprungliga gruppmedlemmar var bröderna Richard Butler (sång) och Tim Butler (basgitarr), med Roger Morris (gitarr), och Duncan Kilburn (saxofon). Snart tillkom även John Ashton (gitarr) och Vince Ely (trummor). De släppte sitt självbetitlade debutalbum 1980 och det blev en måttlig framgång i Storbritannien med en artondeplats på albumlistan. Rolling Stone listade albumet som en av de bästa som släpptes 1980.
Med nästa album Talk Talk Talk fick gruppen sin första listplacerade singel med "Dumb Waiters", och nästa singel "Pretty in Pink" blev en mindre brittisk hit. De två första skivorna producerades av Steve Lillywhite. Inför det tredje albumet, Forever Now, lämnade Kilburn och Morris abrupt gruppen och bandet fick en ny producent i Todd Rundgren. De övriga fortsatte och fick en ganska stor hit med "Love My Way". Det blev också deras första låt att ta sig in på Billboard Hot 100-listan där den nådde plats 44.
Från det fjärde albumet Mirror Moves som producerades av Keith Forsey, blev "Heaven" en hitsingel i Storbritannien, och även "The Ghost in You" blev en relativt framgångsrik singel i USA. 
1986 spelade gruppen in en ny version av "Pretty in Pink" som användes i ungdomsfilmen Pretty in Pink, och låten kom nu att bli en större hit än den varit 1981. Framgången banade väg för deras största amerikanska hit, "Heartbreak Beat", från albumet Midnight to Midnight från 1987. Richard Butler har senare uttryckt missnöje över det albumet som han menade att skivbolaget stressade ut.
Bandet släppte samlingsalbumet All of This and Nothing och fick en framgångsrik singel i "All That Money Wants" som blev etta på Billboard Alternative Songs 1988. Studioalbumet Book of Days som släpptes året därpå blev en återgång till deras äldre och något mörkare sound. 1991 släpptes bandets sjunde studioalbum World Outside, som producerades av Stephen Street. Singeln "Until She Comes" blev även den etta på Billboard Alternative Songs och visades flitigt på MTV. Trots framgången upplöstes bandet. Det skulle dröja 29 år innan nästa studioalbum släpptes år 2020.
Bröderna Butler bildade istället bandet Love Spit Love, ett projekt som släppte två studioalbum, och fick en hit med singeln "Am I Wrong?", som blev trea på Billboard Alternative Songs 1994.
The Psychedelic Furs återförenades som ett turnerande band 2001. I denna version medverkade förutom bröderna Butler inga av de ursprungliga medlemmarna även om John Ashton under en tid spelade med dem. 2006 släppte Richard Butler även ett soloalbum.
2020 släpptes The Psychedelic Furs åttonde studioalbum Made of Rain.

## Diskografi
Studioalbum
- The Psychedelic Furs (1980)
- Talk Talk Talk (1981)
- Forever Now (1982)
- Mirror Moves (1984)
- Midnight to Midnight (1987)
- Book of Days (1989)
- World Outside (1991)
- Made of Rain (2020)

Livealbum
- Radio One Sessions (1999)

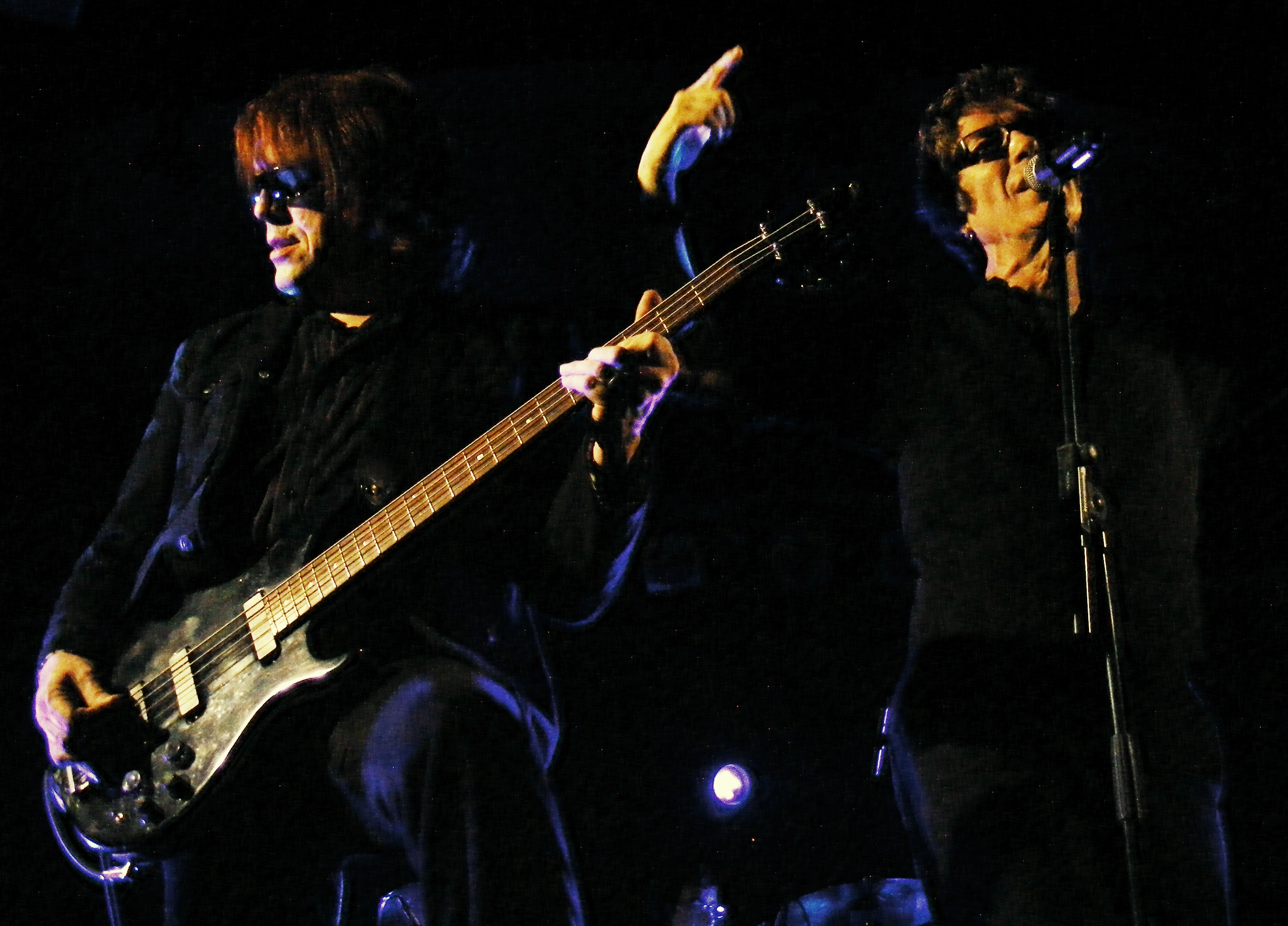
Tim och Richard Butler 2010.

- Beautiful Chaos: Greatest Hits Live (2001)

Samlingsalbum
- All of This and Nothing (1988)
- Collection (1992)
- B-Sides & Lost Grooves (1994)
- In the Pink (1996)
- Should God Forget: A Retrospective (1997)
- Greatest Hits (2001)
- Superhits (2003)
- Heartbreak Beat (2005)
- Best of the Psychedelic Furs (2007)